# Intuit
Intuit – amerykańskie przedsiębiorstwo z siedzibą w Mountain View zajmujące się produkcją i rozwojem oprogramowania finansowego i podatkowego dla klientów indywidualnych, księgowych i małych przedsiębiorstw.
Główne biura Intuit znajdują się w Mountain View, Menlo Park, San Diego, Quincy, Woodland Hills, Plano oraz w Bengaluru w Indiach.

## Produkty
Do gamy najważniejszych produktów Intuit zaliczają się:
- TurboTax - aplikacja służąca do wypełniania deklaracji podatkowych przez osoby fizyczne
- QuickBooks - aplikacja księgowa dla małych przedsiębiorstw
- Quicken - aplikacja dla klientów indywidualnych służąca do zarządzania finansami i analizy operacji finansowych
- Mint - aplikacja dla klientów indywidualnych służąca do zarządzania wydatkami i rachunkami
- Check - aplikacja mobilna dla klientów indywidualnych służąca do zarządzania rachunkami
- ProSeries - aplikacja dla przedsiębiorstw rachunkowych służąca do wypełniania deklaracji podatkowych
- Lacerte - aplikacja dla przedsiębiorstw rachunkowych służąca do wypełniania deklaracji podatkowych
- Intuit Tax Online - internetowa aplikacja dla przedsiębiorstw rachunkowych służąca do wypełniania deklaracji podatkowych
- DemandForce - aplikacja dla małych przedsiębiorstw służąca do komunikacji z klientami i marketingu
- QuickBase - aplikacja dla małych przedsiębiorstw oferująca usługi związane z usprawnieniem zarządzania przedsiębiorstwem, w tym zarządzanie pracownikami

Firma oferuje także usługi przetwarzania płatności kartami debetowymi, kredytowymi, czekami oraz kartami podarunkowymi.
W 2014 roku segment małych przedsiębiorstw odpowiadał za 50% przychodów firmy.